# PIRATES of Dr.PANTY
『PIRATES of Dr.PANTY』（パーレーツ・オブ・ドクター・パンティー）は、日本のロックバンド、モーモールルギャバンの7枚目のアルバム（3枚目のミニアルバム）。

## 解説
- キングレコードのレーベル「STANDING THERE, ROCKS」からリリース。
- プロデュースはヨシオカトシカズ、ジャケット及びビジュアルデザインはアニメ『キルラキル』のキャラクターデザインを手がけたアニメーターのすしおを起用している。
- 今回の楽曲制作は矢島の作ったデモに忠実にし、尾家が必要最低限の音を足していくだけにしたためシンプルなアレンジとなっている。またデモのベース・ラインがギターで弾かれていたため、それに近づけるために今作で丸山はベースを従来の指弾きではなくピック弾きしている(#7以外)[1]。

## 収録曲
1. 美しい思い出だけじゃないけど (3:55)
2. Dr.PANTY  (3:40)
リードトラック。PVが作製されている。テレビ東京系『JAPAN COUNTDOWN』2016年6月期オープニングテーマ。
3. シャンペイン (2:53)
4. モスコミュール・メルシー (3:21)
5. イグノアの娘 (3:38)
6. シャラララ・ラブレター (3:44)
7. なにもかも忘れたよ (3:29)

（作詞・作曲：ゲイリー・ビッチェ）

## 参加メンバー
- ゲイリー・ビッチェ（矢島剛）：ドラム/ヴォーカル (#1, #2, #3, #5, #6, #7)
- ユコ・カティ（尾家祐子）：キーボード/ヴォーカル (#1, #4)/コーラス/銅鑼 (#1, #2, #6)
- T-マルガリータ（丸山知秀）：ベース/コーラス